# Universitat Nacional Eurasiàtica
La Universitat Nacional Eurasiàtica LN Gumilyov (ENU) (kazakh: L.N. Gýmilev atyndaǵy Eýrazııa ulttyq ýnıversıteti (EUÝ) , rus: Евразийский национальный университет имени Л.Н. Гумилёва (ЕНУ) ), és una universitat nacional de recerca kazakh i la institució d' educació superior més gran a Nur-Sultan .
La universitat es va fundar el 23 de maig de 1996 com a resultat de la fusió de l'Institut d'Enginyeria Civil d'Akmola i l'Institut Pedagògic d'Akmola. Va ser nomenada Universitat Eurasiàtica LN Gumilyov en honor a la idea de la Unió Eurasiàtica i Lev Gumilyov, historiador i etnòleg, un dels fundadors del concepte eurasianisme. Com a resultat de la fusió amb l'Acadèmia de Diplomàcia del Ministeri de Relacions Internacionals del Kazakhstan l'any 2000, va ser rebatejada com a Universitat Estatal Eurasiàtica LN Gumilyov, i el 2001, la universitat va obtenir l'estatus d'universitat nacional i va passar a anomenar-se Universitat Nacional Eurasiàtica LN Gumilyov.
L'ENU ofereix formació de grau i postgrau en humanitats, ciències socials, ciències naturals, enginyeria i ciències militars.
El 2021, la Universitat Nacional Eurasiàtica LN Gumilyov va ser nomenada com una de les 500 millors universitats del món.
ENU inclou 28 institucions científiques (instituts de recerca, laboratoris, centres), 13 escoles, un departament militar i centres culturals i educatius de diferents països. El sistema de formació especialitzada a la universitat es desenvolupa en 3 nivells educatius: educació superior bàsica (programa de grau, programa de màster i doctorat).
L'admissió a l'ENU es duu a terme en base a ajuts educatius estatals i en règim contractual. La universitat ofereix 65 programes de grau, 68 programes de màster i 38 programes de doctorat.

## Rectors
- Amangeldi Kussainov (1996–2000)
- Myrzatai Zholdasbekov (2000–2004)
- Sarsengali Abdimanapov (2004–2008)
- Bakhytzhan Abdraim (2008-2011)
- Yerlan Sydykov (2011-present)